# Gerhard Fieseler
Gerhard Fieseler (Glesch, 15 aprile 1896 – Kassel, 1º settembre 1987) è stato un aviatore e imprenditore tedesco, asso dell'aviazione della prima guerra mondiale ed in seguito pilota acrobatico nonché fondatore dell'azienda aeronautica che portò il suo nome, la Gerhard-Fieseler-Werke.

## Biografia

### L'infanzia
Nato a Glesch (ora parte di Bergheim) in Renania, nell'allora Regno di Prussia, dall'unione di August Fieseler, tipografo, e la moglie Katharina, nata Marx, Gerhard trascorre la sua infanzia a Bonn dove contribuisce nell'azienda del padre apprendendo l'arte della composizione tipografica. Fin da giovane divenne evidente la sua curiosità nei confronti della tecnologia e la passione per il volo dalla costruzione di numerosi modellini di aeroplano.

### La prima guerra mondiale
All'inizio della prima guerra mondiale Fieseler decide di arruolarsi volontario nella Luftstreitkräfte presentandosi prima all'aerodromo di Berlino-Johannisthal e poi a quello di Butzweilerhof nei pressi di Colonia. La mancanza di piloti disponibili facilitò la sua richiesta e nel 1915 venne accettato e destinato alla formazione nelle scuole di volo. Tuttavia durante questa fase il giovane Fieseler è vittima di un grave incidente precipitando mentre era ai comandi del suo velivolo, riportando traumi così gravi da essere dimesso dall'ospedale in cui era stato ricoverato solo nel febbraio 1916. Nell'ottobre di quello stesso anno venne inviato al Fliegerabteilung 243 (FA 243, reparto di volo 243), quindi riassegnato al Fliegerabteilung 43 (FA 43) dopo breve tempo volando su modelli biposto. Passato ai monoposto da caccia nel maggio 1917 venne trasferito allo Jasta 25 che operava dall'aerodromo di Canatlarzi, nella Macedonia, allora parte del Regno di Serbia. Il successivo 20 agosto Fieseler ottiene la sua prima vittoria abbattendo un Nieuport 17 avversario a sud della città di Prilep. Successivamente viene promosso Offiziersstellvertreter (equivalente al grado di sergente) ed al termine del conflitto è accreditato di 19 vittorie, ottenute ai comandi di vari modelli tra cui un LFG Roland D.II.

### Il pilota acrobatico

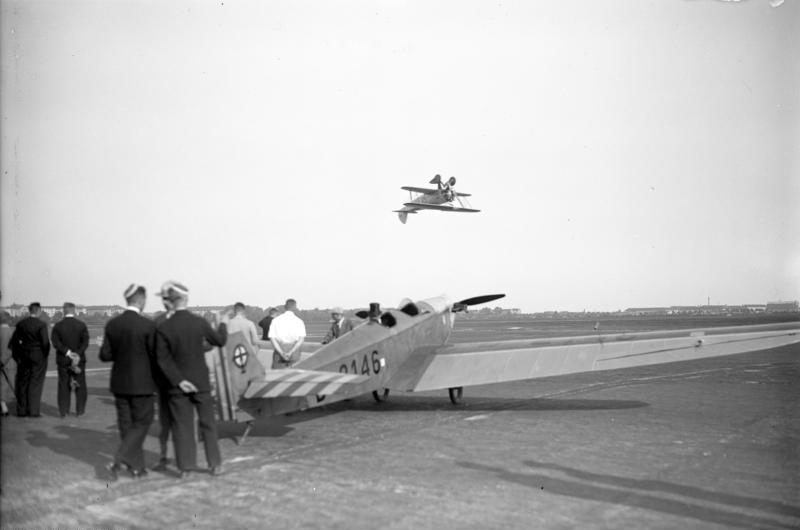
Gerhard Fieseler durante un passaggio in volo rovesciato sull'aeroporto di Berlino nel 1932 con il Fieseler F 2 Tiger di sua costruzione.

Il termine del conflitto decretò la vittoria delle nazioni aderenti alla Triplice intesa, il che ebbe come conseguenza lo smembramento dell'Impero tedesco e la creazione di una nuova realtà nazionale, ricordata come Repubblica di Weimar. In ottemperanza alle clausole previste dal Trattato di Versailles che prevedevano la quasi totale soppressione di ogni attività relativa all'aviazione tedesca, nonché il divieto di possedere e costruire nuovi velivoli, si dovette attendere il 1922 prima che l'Interallierte Luftfahrt-Überwachungs-Kommission (ILÜK), Commissione interalleata di controllo sull'aviazione, concedesse la ripresa del settore. In questo periodo Fieseler decise di riprendere l'attività di tipografo ad Eschweiler, città dove, nel 1926, decise unitamente a numerosi altri ex piloti di dedicarsi all'acrobazia aerea.
Ceduta l'attività, quello stesso anno decise di trasferirsi a Kessel proponendosi come pilota collaudatore e progettista alla Raab-Katzenstein-Flugzeugwerke GmbH (RaKa), azienda aeronautica fondata nel 1925 e nella quale Fieseler decise di investire divenendone socio ed acquisendone, secondo le fonti, il 20% o solamente il 2% delle azioni. Tuttavia il rapporto ebbe breve durata e si risolse con il licenziamento senza preavviso di Fieseler nell'aprile 1927 e la liquidazione delle quote di capitale investito con la cessione di alcune cellule di velivoli in costruzione.
Dal 1927 iniziò a partecipare a competizioni acrobatiche allenandosi intensamente sull'aeroporto di Kassel-Waldau. Qui decise di apportare alcune migliorie ad un Raab-Katzenstein Schwalbe (rondine in tedesco), modificandone il serbatoio di combustibile e l'impianto di alimentazione. Con questo velivolo decise di partecipare al concorso acrobatico di Zurigo, svoltosi tra il 12 ed il 21 agosto 1927, dove riuscì a stabilire un record mondiale nel volo rovesciato pilotando in questa condizione per dieci minuti e 56 secondi. L'impresa gli consentì di acquisire esperienza per realizzare il suo primo looping ed entrando così a far parte con autorità del panorama del volo acrobatico moderno. La sua superiorità era data dal pianificare e realizzare nuove e sempre più difficili figure acrobatiche che, a dispetto delle inferiori prestazioni generali dei velivoli da lui fino ad allora utilizzati, gli consentiva di superare i risultati ottenuti dai contemporanei piloti acrobatici europei. Nel 1928 decise di progettare un nuovo modello che gli consentisse prestazioni ancora maggiori, il Raab-Katzenstein RK-26 Tigerschwalbe, un monomotore biplano biposto da turismo ed addestramento avanzato identificato in seguito come Fieseler F 1 Tigerschwalbe ma allora costruito dalla Raab-Katzenstein. Con l'F 1 Fieseler riuscì a realizzare una figura acrobatica ancor oggi tra le più difficili da imparare, la Rollenkreis, nota anche nella terminologia in lingua inglese come Rolling Circle, che abbina una lenta rotazione completa attorno all'asse longitudinale (rollio) ad una virata "a coltello", ovvero a 90°.
Dopo la bancarotta della Raab-Katzenstein Fieseler acquistò con il patrimonio accumulato con i voli acrobatici la fabbrica della Segelflugzeugbau Kassel, che dal 1º aprile 1930 assumerà la nuova ragione sociale Fieseler Flugzeugbau Kassel GmbH (Azienda Aerea Fieseler) e che manterrà fino all'aprile 1939 nuovamente mutata in Gerhard-Fieseler-Werke GmbH. Ai comandi di uno dei nuovi modelli da lui sviluppati, il Fieseler F 2 Tiger, con cui introdusse per la prima volta un profilo alare simmetrico, Gerhard Fieseler vinse la Coupe Mondiale d'Acrobatie Aérienne (Coppa Mondiale di Acrobazia Aerea) svoltasi a Vincennes, nei pressi di Parigi, tra il 9 giugno ed il 10 giugno 1934 superando i nove piloti acrobatici provenienti da sei diversi paesi europei. Dopo questo successo, in cui perirono due dei suoi concorrenti, Fieseler decise di interrompere la sua attività di pilota acrobatico e investì il premio di 100 000 franchi nella sua azienda.
Queste prestazioni, con l'introduzione di molte figure acrobatiche, resero Gerhard Fieseler il padre fondatore del volo acrobatico moderno. La figura acrobatica che nella designazione internazionale in lingua inglese è normalmente indicata come Stall Turn viene ancor oggi chiamata gergalmente "Manovra Fieseler".

### L'azienda

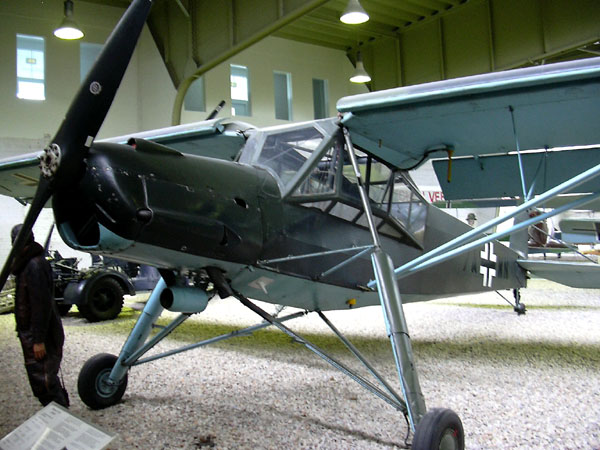
il Fieseler Fi 156 "Storch" esposto presso il Luftwaffenmuseum Berlin-Gatow.

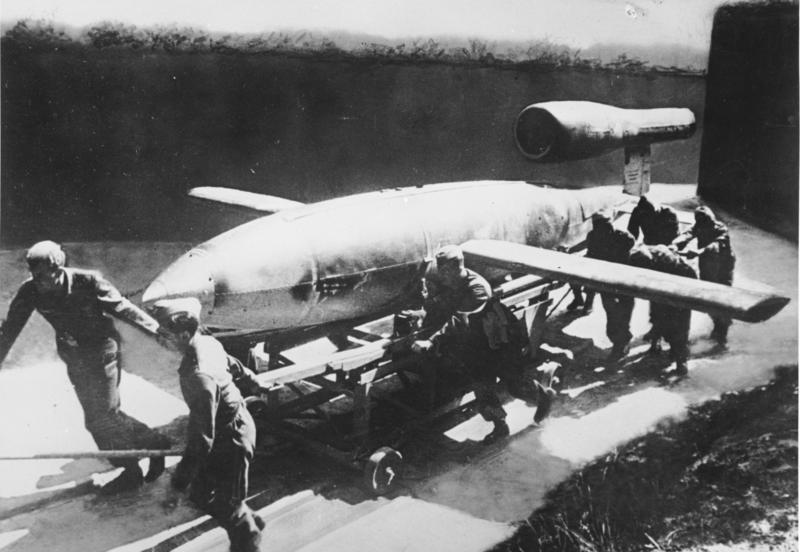
Una V1 (Fieseler Fi 103) trasportata prima del lancio.

La Fieseler Flugzeugbau, favorita dall'appartenenza di Fieseler al Partito Nazionalsocialista Tedesco dei Lavoratori (NSDAP) e alla sua nomina a Wehrwirtschaftsführer (Direttore della Difesa, stipulò importanti contratti di fornitura destinati al riarmo della rifondata aviazione militare tedesca, la Luftwaffe.
Benché Fieseler non fosse un progettista di aerei aveva, quale proprietario, un grande influsso nella fase di progettazione delle specifiche dei nuovi modelli ed eseguendo personalmente i voli di prova.
Il modello più famoso fu il Fieseler Fi 156 "Storch" (cicogna), sviluppato su una specifica emessa dal Reichsluftfahrtministerium (Ministero dell'Aviazione del Reich, abbreviato RLM), il ministero che durante il periodo nazista era responsabile dell'intera aviazione della Germania, per la fornitura di un velivolo da trasporto leggero destinato principalmente al ruolo di aereo da collegamento, ricognizione aerea e cooperazione con le truppe di terra. Valutato con i concorrenti Messerschmitt Bf 163 e Siebel Si 201 risultò superiore assicurandosi l'avvio alla produzione in serie che, entro il termine della seconda guerra mondiale si attestò sui 2 549 esemplari prodotti.
Altri modelli significativi sviluppati e prodotti, anche su licenza, dalla Fieseler si ricordano:
- Fieseler F 5, aereo da turismo sportivo ed addestramento.
- Fieseler Fi 98, bombardiere a tuffo monomotore biplano e da attacco al suolo rimasto allo stadio di prototipo.
- Fieseler Fi 167, aerosilurante e ricognitore.
- Messerschmitt Bf 109 (da ricordare il Bf 109 T, modello sviluppato solo da Fieseler e dotato di ali ripiegabili. Destinato alla portaerei Graf Zeppelin non venne mai avviato alla produzione)
- Focke-Wulf Fw 190
- Fieseler Fi 103, meglio noto come "Vergeltungswaffe" V1 o "Bomba volante", sviluppata dalla Fieseler e prodotto da 50 diverse aziende.

Gerhard Fieseler venne destituito dalla carica di Betriebsführer (capoazienda) il 29 marzo 1944 per non essere stato in grado di raggiungere le cifre di produzione richieste dalla Luftwaffe. Nei tre stabilimenti Fieseler erano impegnati più di 10 000 operai tra cui migliaia di lavoratori forzati olandesi. La carriera di Gerhard Fieseler al servizio del Nazionalsocialismo viene criticata nonostante sia stato riconosciuto innocente dopo il suo processo di denazificazione.

### L'epilogo
Gerhard Fieseler morì a Kassel nel 1987.
Il 17 ottobre 1980 a Kassel venne creata la fondazione Gerhard Fieseler con lo scopo di sostenere istituzioni benefiche nel campo sportivo, nell'assistenza agli anziani e di iniziative artistiche e culturali.

## Opere
- (DE) Gerhard Fieseler, Meine Bahn am Himmel, München, Bertelsmann, 1989, ISBN 3-570-01192-5.